# Петане
Петане (словен. Petane) — поселення в общині Ново Место, регіон Південно-Східна Словенія, Словенія.